# 分光器

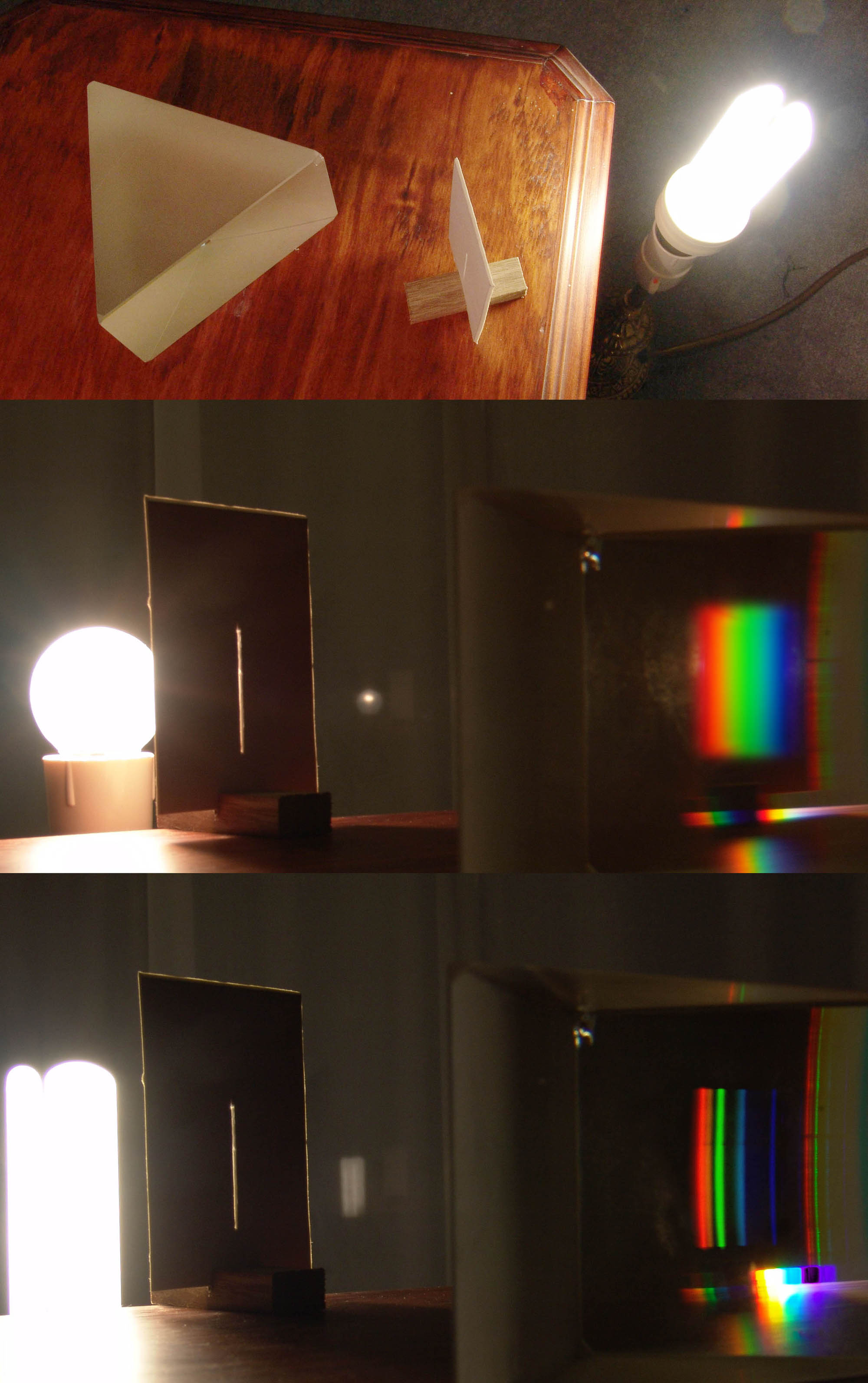
プリズムを使った簡単な分光器

分光器（ぶんこうき、Spectrometer）は、一般には光のスペクトルを得るための光学機器である。
可視光に限らず、遠赤外からガンマ線・エックス線といった広範囲に渡って、同様の目的で用いられる機器を分光器と呼ぶ場合もある。それぞれのエネルギー領域（X線・紫外・可視・近赤外・赤外・遠赤外）においては異なった技術が用いられるので、一つ一つの分光器には、用いることができる特定の領域がある。光の領域より長波長（マイクロ波、などの電波領域）においてはスペクトラムアナライザと呼ばれる。
分光器で得られるスペクトルを分析することにより、電磁波の波長又はエネルギーと、強度の関係性が明らかになる。例えば、分光学において、原子や分子の線スペクトルを測定し、その波長と強度を測定するのに用いられる。

## 分類

### 分散型分光器
- プリズム分光器
- 回折格子分光器
- 結晶分光器

方法や目的による分類
- 分光写真器
- スペクトロスコープ
- 分光光度計
  - 紫外可視近赤外分光光度計（分光吸光光度計）
  - 分光蛍光光度計
- モノクロメーター（単色計）
- ポリクロメーター（多波長分光器）
- スペクトロメーター（分光計）

### 干渉分光器
干渉計を用いた分光器を干渉分光器という。

## モノクロメーター

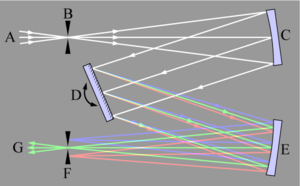
モノクロメーターの構造の例。曲面鏡Cによって回折格子Dに光を照射し、曲面鏡EとスリットFによって目的波長の光を取り出す

モノクロメーターは広範囲の波長の光を空間的に分散させ、それをスリットなどで狭い範囲の波長のみを取り出す分光器である。初期のこの型の分光器はスリットを通った光をレンズやミラーにより平行光にしたのち、プリズムを通すことで光を分散させた。プリズムを通るときに光は波長により異なった角度で屈折するので、光を分散することができる。最近のモノクロメータは、回折格子を用い、これを回転させてスリットの位置に到達する光の波長を変化させる。分散された光をスリットなどで区切り出てきた光の強度を検出器によって検出する。これらのモノクロメーターはグスタフ・キルヒホフとロベルト・ブンゼンによって発明された。
写真フィルムの発展に伴い、スペクトル写真機が開発されるようになった。スペクトル写真機とモノクロメーターの光を分散させる原理は同じである。しかし、モノクロメーターが分散された光の成分をスリットで区切るのに対し、スペクトル写真機は分散された光をカメラによりフィルムに収める。